# Romans d’Isonzo
Romans d’Isonzo ist eine Gemeinde in Nordost-Italien. Sie liegt in der Nähe des Isonzo in der Region Friaul-Julisch Venetien und hat 3568 Einwohner (Stand 31. Dezember 2023) auf einer Fläche von 15 km².
Neben dem Hauptort Romans d’Isonzo gehören zwei weitere Ortschaften und Weiler zur Gemeinde, nämlich Fratta und Versa.

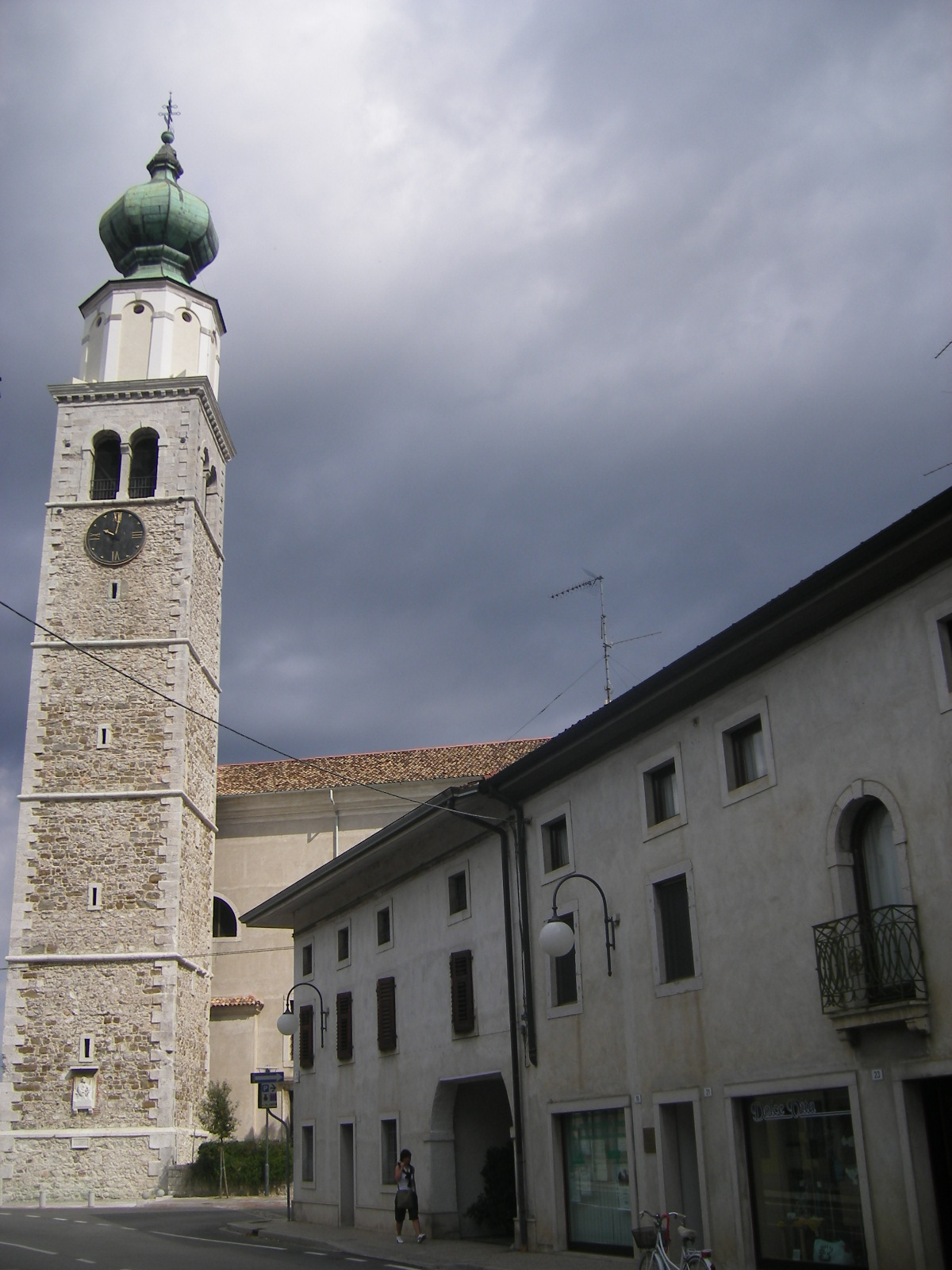
Kirche in Romans d’Isonzo

## Nachbargemeinden
Die Nachbargemeinden sind Gradisca d’Isonzo, Mariano del Friuli, Medea, San Vito al Torre, Tapogliano und Villesse.

## Gemeindepartnerschaften
Romans d’Isonzo hat Partnerschaften geschlossen mit Šempeter-Vrtojba in Slowenien und Schiefling am Wörthersee in Kärnten (Österreich).

## Söhne und Töchter der Stadt
- Giulio del Torre (1856–1932), Maler